# Una sposa in affitto
Una sposa in affitto (The Decoy Bride) è un film del 2011 diretto da Sheree Folkson. La pellicola, una commedia romantica, ha per protagonisti Kelly MacDonald, David Tennant e Alice Eve.

## Trama
Lara è una famosa attrice statunitense che sta per sposarsi con il suo fidanzato James, uno scrittore semi sconosciuto. I due sono perseguitati dai paparazzi, soprattutto dal noto Marco Ballani, che per scattare di nascosto le foto del lieto evento rischia di rovinare il giorno più bello per la coppia. Decidono quindi di fuggire in un luogo ignoto e sposarsi in gran segreto. Scelgono così il castello dell'isola scozzese di Hegg, in cui è ambientato il libro di James. L'isola si rivela molto diversa rispetto alla descrizione fornita nel libro (chiaramente inventata di sana pianta dallo scrittore) ma grazie all'intervento del manager di Lara il castello viene ristrutturato in pochi giorni e reso un luogo da sogno per le nozze.
Gli abitanti dell'isola in cerca di facili guadagni contattano la stampa internazionale e presto la coppia si ritrova di nuovo sotto assedio di decine e decine di paparazzi. James conosce Katie, l'ultima ragazza ancora da sposare dell'isola e i due si sposano per finta, per deviare l'attenzione dei giornalisti dal vero matrimonio con Lara, ma le cose si complicano quando Lara scompare e il finto matrimonio si rivela in realtà autentico.